# Кедрова копринарка
Кедровата копринарка (Bombycilla cedrorum) е дребна птица от разред Врабчоподобни (Passeriformes), срещаща се в Северна Америка. Обитава гористи местности в южните части на Канада и северните щати на САЩ. В Европа са наблюдавани единични екземпляри изключително рядко.